# Game Boy Printer
La Game Boy Printer è una stampante termica progettata per il Game Boy ed il Game Boy Color. La Game Boy Printer è stata commercializzata nel 1998 insieme alla Game Boy Camera. Essa stampa immagini da giochi compatibili su piccoli rotoli di carta termica. I singoli fogli sono di 3,8 cm con retro adesivo. La Game Boy Printer utilizza 6 batterie AA. È compatibile con tutti i modelli di Game Boy fatta eccezione per il Game Boy Micro. Un cavo link è necessario per collegare la stampante al Game Boy. Nintendo ha cessato la produzione della Game Boy Printer nel 2003.

## Giochi Pokémon supportati dalla Game Boy Printer
Pokémon Giallo 
Pokémon Giallo è stato il primo gioco Pokémon ad essere compatibile con la Game Boy Printer.
- I giocatori possono stampare le Voci Pokédex. Se il giocatore ha visto ma non catturato il Pokémon, verrà stampata l'intera voce, anche se essa sarà vuota.
- Il presidente del Pokémon Fan Club si offrirà di stampare una Fotografia di un Pokémon del giocatore. Verrà stampata la sprite del Pokémon, le statistiche, l'Allenatore originale, ed il set di mosse.
- I giocatori possono stampare una lista dei Pokémon conservati nei box del PC.
- Se il giocatore completa il Pokédex e riceve il Diploma, potrà stamparne una copia.
- I giocatori possono stampare i loro punteggi del minigame Pikachu's Beach.

 Pokemon Oro - Pokémon Argento - Pokémon Cristallo 
I giochi di seconda generazione hanno continuato a supportare la Game Boy Printer, anche se vi erano meno opzioni di stampa di Pokémon Giallo
- I giocatori possono stampare le Voci Pokédex. Come in Pokémon Giallo, i giocatori possono stampare i dati anche dei Pokémon visti ma non ancora catturati.
- Lo studio fotografico a Nord Est di Fiorlisopoli permette di stampare il Pokédex o le statistiche di un Pokémon.
- Completando l'Unown Dex si può stampare con il testo Unown.
- I giocatori possono anche stampare Messaggi.

 Pokémon Pinball 
I giocatori possono stampare i migliori punteggi in Pokémon Pinball per Game Boy Color.
 Pokémon Trading Card Game 
Pokémon Trading Card Game per Game Boy Color offre diverse opzioni per i possessori della Game Boy Printer.
- I giocatori possono stampare una lista delle carte della propria collezione.
- I giocatori possono stampare carte individuali della loro collezione.
- I giocatori possono stampare la configurazione del mazzo personale.